# Petar Hranilović
Petar Hranilović (1833. – 1904.), hrvatski časnik, podmaršal austro-ugarske vojske

## Životopis
Rodio se u plemenitaškoj obitelji Hranilović, u vojničkoj obitelji. Otac Petar (1789,-1863,), služio je u Petrinji u Drugoj banskoj graničarskoj pukovniji. Borio se borio protiv Turaka i Francuza. Umirovljen 1839. u činu kapetana. Petar mlađi također se posvetio vojničkom pozivu. Sudionik bitaka kod Magente i Solferina 1859. Vojevao je u austrijsko-pruskom ratu 1866. godine. Godine 1889. postao je podmaršal. Umirovljen na vlastiti zahtjev 1891., primivši Viteški križ Leopoldova reda.